# Берёзовая Грива (Нижнекамский район)
 Берёзовая Гри́ва  — деревня в Нижнекамском районе Татарстана. Входит в состав Каенлинского сельского поселения.

## География
Находится в центральной части республики на расстоянии приблизительно 12 км по прямой на запад-юго-запад от районного центра города Нижнекамск в пойме реки Кама.
К югу находится  ландшафтный памятник природы регионального значения Борковская дача и озеро Прось.

## История
Известна с 1724 года.

## Население
Постоянных жителей было: в 1859 году — 139, в 1870—191, в 1920—218, в 1926—257, в 1938—303, в 1949—277, в 1958—140, в 1970—119, в 1979 — 84, в 1989 — 48
, в 2002 − 41 (русские 76 %), 67 в 2010.